# Arturo Yepes
Arturo Yepes Alzate (Manizales, 17 de febrero de 1962) es abogado y estratega político colombiano.  Hermano del senador por décadas y expresidente del Partido Conservador Colombiano Omar Yepes, y tío del cantautor Sebastián Yepes.

## Biografía
Nació el 17 de febrero de 1962 en la ciudad de Manizales. Realizó sus estudios de primaria y secundaria en el colegio Liceo Arquidiocesano de Nuestra Señora entre 1968 y 1979. Ingresó a la Universidad de Caldas, primero en la facultad de Medicina, entre 1980 y 1982, posteriormente a la Facultad de Derecho entre 1982 y 1987 donde se graduó como Abogado. 
Estudios complementarios:  Régimen Departamental. Municipal y Régimen Político Municipal; Actualización en Derecho Político; Gobierno y Planificación; Lógica y Pensamiento Crítico; Gramaticalidad del Lenguaje, Hermenéutica Jurídica, y Liderazgo.
Docente de: seminarios sobre la Ley 11 de 1986 y la Participación Comunitaria; El Concejo y el Nuevo Régimen Municipal; Educación para la Democracia y Liderazgo; además, ha sido profesor de la cátedra de Régimen Departamental y Municipal en la Universidad de Manizales.
Fue coordinador en Caldas de la campaña “Álvaro Gómez Hurtado Presidente“, entre 1985 y 1986.
Concejal de Manizales entre 1986 y 1990, desde donde ejerció como Presidente de dicha Corporación.
Luego alcanzó una curul en la Asamblea Departamental de Caldas entre 1991 y 1993.
Fue elegido por los caldenses como representante a la Cámara del Congreso de la República de Colombia entre 1994 y 1997.
Dirigió el programa nacional de multiplicadores en la campaña presidencial de Andrés Pastrana 1998, así como el control electoral en los departamentos de la Costa Caribe.
En 2001, se desempeñó como director político de la campaña presidencial del candidato conservador Juan Camilo Restrepo Salazar.
En 2005, gerenció la consulta conservadora para elegir directorios municipales y departamentales, así como para promover la alianza programática con el candidato presidencial Álvaro Uribe Vélez.
En sus 33 años de actividad política, nunca ha desempeñado cargos públicos por nombramiento en el ejecutivo, tampoco ha sido investigado por ninguna entidad de control.
Fue Senador de la República para el periodo 2010 – 2014 y tomó posesión el pasado 20 de julio  como representante a la Cámara por Caldas para el periodo 2014 – 2018.
No fue reelegido el 11 de marzo de 2018.